# Марктофинген
Марктофинген (њем. Marktoffingen) општина је у њемачкој савезној држави Баварска. Једно је од 43 општинска средишта округа Донау-Рис. Према процјени из 2010. у општини је живјело 1.321 становника. Посједује регионалну шифру (AGS) 9779177.

## Географски и демографски подаци
Марктофинген се налази у савезној држави Баварска у округу Донау-Рис. Општина се налази на надморској висини од 464 метра. Површина општине износи 13,6 km². У самом мјесту је, према процјени из 2010. године, живјело 1.321 становника. Просјечна густина становништва износи 97 становника/km².